# Кулик Катерина Олександрівна
Катерина Кулик Олександрівна — українська письменниця та сценаристка. Пише романи, дитячі казки та сценарії. Твори мають підтекст на тему таких питань як: що є щастя, відносини між людьми, людська радість та що її приносить.
Міжнародний літературний конкурс «Коронація слова»-2022.   - отримала спеціальну відзнаку «Вибір видавця» за роман "Вітаємо, у вас дівчинка" (під псевдонімом Голді Кноуп)
Увійшла до шорт-листа VII Корнійчуковської Премії 2019 року.
Член НСПУ (Національна Спілка Письменників України) з 2019 року.

## Конкурси
Міжнародний літературний конкурс «Коронація слова»-2022. , спеціальна відзнака «Вибір видавця» - роман "Вітаємо, у вас дівчинка"
Друге місце Dnipro Book Fest 2020 книга «Про що мріють Феї» / видавництво «Талант», 2018 р.
Лауреат Dnipro Book Fest 2019, книга «12 Місяців або Все про Дивовижі Року» видавництва «Асса», 2018 р.
Увійшла до шорт-листа VII міжнародного літературного конкурсу творів для дітей та юнацтва «Корнійчуковська премія» у номінаціях: Проза для дітей молодшого віку, Проза для дітей старшого віку та юнацтва. 
Увійшла до рекомендованого списку книг для дітей від творчого об'єднання дитячих письменників НСПУ 2018 р., книга «Татків день» видавництва «Талант», 2017 р.

## Цитати
- «Усе найкрасивіше і найпрекрасніше, що існує у світі, починається з тебе»
- «У вас що, інших справ немає? — зітхнув Заєць. — Цілісінький день гасаєте туди-сюди…туди-сюди… -  Знаєш, це зовсім неґречно — ігнорувати дивовижі, яких навколо повно-повнісінько — відповів Їжачок. — Невже вони від цього рідше траплятимуться? — запитує Заєць. — Дивовижі завжди траплятимуться, — погодився Ведмедик, а от ми, рано чи пізно можемо розучитися їх помічати..»
- «Як же ти будеш літати без своїх великих крил? — заплакав Сніговик. — Щоб літати по справжньому, — відповіла Фея — потрібні не великі крила, а велике серце.»
- «Це нікуди не годиться, — зітхнув Заєць, — коли тобі постійно сумно. — Еге ж, — згодився Їжачок, — ніби чогось важливого бракує. — Так і є, — кивнув Ведмедик, — неможливо тішитись з кульбабового меду, коли найліпших друзів ніби тисячу років не бачив!»
- «Справжнє диво по силам кожному.»

## Головна ідея творчості
Головна ідея творчості полягає в тому, — що щастя не потрібно шукати. Щастя вже безпосередньо є в нас. Коли ми спілкуємось з іншими, робимо щось корисне та приємне. Даруємо радість іншим людям і підтримуємо теплі відносини з ними. Звертаємо більше уваги на оточуючий світ. В такому випадку ми завжди будемо відчувати щастя і воно завжди буде в нас. 

## Видані книжки
- «Адвент-пазл-календар Різдвяна     таємниця Великдерева» / видавництво «Час     майстрів» 2024 р.
- «Дівчинка без імені» / видавництво «Моя книжкова полиця» 2023 р.
- "Долоньки" / видавництво "Ранок" 2023 р.

- "Вітаємо, у вас дівчинка!" (під псевдонімом Голді Гноуп)/ видавництво "Фоліо" 2023 р.
- "Фантазіус" (під псевдонімом Голді Гноуп) / видавництво "Фоліо" 2023 р.
- «Рудий. Історія друга. Чарівна.»/ / видавництво "Рідна мова",  Ілюстратор Катерина Дуднік, 2022р.
- «Квест-календар очікування зимових свят для тих, хто ще не вміє читати» / видавництво «Час майстрів» 2018,2019, 2020 років
- "Рудий. Історія перша. Загадкова" / видавництво "Рідна мова", 2020, Ілюстратор Катерина Дуднік , 2020 р.
- «Як Слоненятко щастя шукало» / "видавництво «ПЕТ» 2018 р.
- «12 місяців або все про дивовижі року» / видавництво «АССА», 2018 р.
- «Про що мріють Феї» / видавництво «Талант», 2018 р.
- «Татків день» / видавництво «Талант», 2017 р.
- «На кого я схожа?» / видавництво «Талант», 2017 р.
- «Малий довідник смачних порад» / видавництво «Талант», 2016 р.
- «Пригоди маленького Їжачка» (4 томи) / видавництво «Фенікс-Прем'єр», 2011 р.
- «Лампа на вишневій гілці» / видавництво Альтаір, 2010 р.